# Venustiano Carranza (La Independencia)
Venustiano Carranza es una localidad del estado mexicano de Chiapas. Es parte del municipio de La Independencia.

## Toponimia
El nombre de la localidad rinde homenaje a Venustiano Carranza, presidente de México y promotor de la Constitución de 1917.

## Demografía
| Gráfica de evolución demográfica |
|                                  |

| Censo | Población |
| ----- | --------- |
| 1940  | 419       |
| 1950  | 622       |
| 1960  | 963       |
| 1970  | 1 434     |
| 1980  | 2 040     |
| 1990  | 3 163     |
| 2000  | 3 897     |
| 2010  | 5 081     |
| 2020  | 5 700     |